# Ди Чекко, Альберико
Альберико ди Чекко (итал. Alberico Di Cecco; род. 19 апреля 1974, Гуардьагреле, Абруцци) — итальянский легкоатлет, специалист по бегу на длинные дистанции, марафону и сверхмарафону. Выступал на профессиональном уровне в 1990-х, 2000-х и 2010-х годах, призёр командных Кубков мира и Европы по марафону, победитель ряда крупных международных стартов на шоссе, участник летних Олимпийских игр в Афинах.

## Биография
Альберико ди Чекко родился 19 апреля 1974 года в коммуне Гуардьягреле провинции Кьети.
Успешно выступал на различных шоссейных стартах в Италии начиная с 1992 года.
В 1996 году принял участие в Итальянском марафоне, с результатом 2:20:23 финишировал 19-м.
В 1997 году занял 13-е место на Туринском марафоне.
В 1998 году был третьим на Феррарском марафоне.
В 1999 году занял 11-е место на Туринском марафоне, третье место на марафоне в Чезано-Босконе.
В 2000 году показал 31-й результат на Римском марафоне, второй результат на Итальянском марафоне в Карпи.
В 2001 году среди прочего финишировал третьим на Римском марафоне, 17-м в марафоне на чемпионате мира в Эдмонтоне (вместе с соотечественниками стал бронзовым призёром разыгрывавшегося здесь командного Кубка мира по марафону).
В 2002 году выиграл марафоны в Пьяченце и Турине, занял 12-е место в марафоне на чемпионате Европы в Мюнхене (серебряный призёр командного Кубка Европы по марафону).
В 2003 году победил на Марафоне Джузеппе Верди в Буссето, с личным рекордом 2:08.53 финишировал третьим на Римском марафоне и пятым на Нью-Йоркском марафоне. На чемпионате мира в Париже показал 22-й результат в личном зачёте марафона, получил серебро командного Кубка мира по марафону.
В 2004 году пришёл к финишу шестым на Тревизском марафоне, вторым на Туринском марафоне. Благодаря череде удачных выступлений удостоился права защищать честь страны на летних Олимпийских играх в Афинах — в программе марафона показал результат 2:14.34, расположившись в итоговом протоколе соревнований на девятой строке.
В 2005 году превзошёл всех соперников на марафонах в Рагузе и Риме, финишировал шестым в Нью-Йорке. На чемпионате мира в Хельсинки сошёл с марафонской дистанции.
В 2006 году стал серебряным призёром на марафонах в Пьяченце и Венеции.
В 2007 году был вторым на марафоне в Падуе и четвёртым на марафоне в Энье, вторым на марафоне во Флоренции.
В октябре 2008 года ди Чекко одержал победу на чемпионате Италии по марафону, прошедшем в рамках Итальянского марафона мемориала Энцо Феррари в Карпи, но провалил сделанный здесь допинг-тест — его уличили в применении эритропоэтина. В итоге показанный на марафоне результат был аннулирован, при этом Национальный олимпийский комитет Италии отстранил спортсмена от участия в соревнованиях на два года.
По окончании срока дисквалификации Альберико ди Чекко возобновил спортивную карьеру и в 2010-х годах регулярно принимал участие в различных коммерческих стартах на шоссе, в частности проявил себя в сверхмарафоне. В 2011 году впервые стартовал на дистанции 100 км в пробеге Флоренция — Фаэнца. Был вторым с 6:28.47 — лучший результат для новичка соревнований.
В 2014 году выступил на чемпионате мира по бегу на 100 км в Дохе, с результатом 6:51.14 стал восьмым.